# Ukrainas Davis Cup-lag
Ukrainas Davis Cup-lag styrs av Ukrainas kungliga tennisförbund och representerar Ukraina i tennisturneringen Davis Cup, tidigare International Lawn Tennis Challenge. Ukraina debuterade i sammanhanget 1993, och har bland annat spelat kvartsfinal i Europa-Afrikazonens Grupp I.